# Iles Lavezzi, Bouches de Bonifacio
Iles Lavezzi, Bouches de Bonifacio este o arie protejată (arie de protecție specială avifaunistică — SPA) din Franța întinsă pe o suprafață de 98.941 ha, din care 99 % marine.

## Localizare
Centrul sitului Iles Lavezzi, Bouches de Bonifacio este situat la coordonatele 41°21′30″N 9°07′30″E / 41.35833°N 9.125°E.

## Înființare
Situl Iles Lavezzi, Bouches de Bonifacio a fost declarat arie de protecție specială avifaunistică în baza directivei 79/409 din 1979 referitoare la conservarea păsărilor sălbatice pentru a proteja 11 specii de animale.

## Biodiversitate
Situată în ecoregiunea mediteraneană, aria protejată nu include niciun habitat protejat.
La baza desemnării sitului se află mai multe specii protejate de  păsări (11): Calonectris diomedea, erete de stuf (Circus aeruginosus), egretă mică (Egretta garzetta), șoim călător (Falco peregrinus), Hydrobates pelagicus, Larus audouinii, vultur pescar (Pandion haliaetus), Phalacrocorax aristotelis desmarestii, Puffinus yelkouan, chiră de baltă (Sterna hirundo), Sylvia sarda.
Pe lângă speciile protejate, pe teritoriul sitului au mai fost identificate 3 specii de păsări.